# Bommachanahalli, Ramanagara
Bommachanahalli là một làng thuộc tehsil Ramanagara, huyện Ramanagara, bang Karnataka, Ấn Độ.